# Lahyr Tostes
Lahyr Paleta de Rezende Tostes (Juiz de Fora, 22 de janeiro de 1912 — Rio de Janeiro, 19 de outubro de 2004) foi um advogado, fazendeiro e político brasileiro. Exerceu o mandato de deputado federal constituinte por Minas Gerais em 1946.

## Biografia
Filho do deputado federal João de Rezende Tostes com Carmen Sílvia Paleta de Rezende Tostes e neto de Constantino Luís Paleta, deputado constituinte em 1891 e Cândido Tostes, o "Rei do Café". Bacharelou-se em Direito pela Faculdade de Direito da Universidade do Brasil (RJ) em 1935, exercendo a profissão no setor jurídico da Companhia Telefônica Brasileira. Lahyr Tostes foi casado com Ilka Maria de Andrada Tostes,  filha de Antônio Carlos Ribeiro de Andrada, presidente de Minas Gerais de 1926 a 1930, deputado federal e senador da República em várias legislaturas e revolucionário em 1930, com quem teve cinco filhos. Antônio Carlos de Andrada Tostes, casado com Gilda Tostes, Terezinha de Andrada Tostes Vinhaes, casada com Aloisio Macedo Vinhaes, Vera Maria de Andrada Tostes foi casada com Sergio Martins e Julieta Maria Andrada Tostes de Almeida Magalhaes, casada com Guido de Almeida Magalhães. Foi casado em segundas núpcias com a médica ginecologista Saphyra Gondim de Farias Tostes até seu falecimento em 2004.

### Carreira política
Entre 1933 e 1937, foi secretário particular do Ministro da Agricultura Odilon Duarte Braga. Neste período, assinou o Manifesto dos Mineiros, reivindicando a democratização do país, quando o mesmo estava mergulhado no Estado Novo. Em dezembro de 1945, elegeu-se deputado constituinte à Assembléia Nacional Constituinte pelo Partido Social Democrático.
Com o fim do mandato (1951), abandonou a política e dedicou-se a sua fazenda, localizado na cidade de Juiz de Fora.
Entre seus atos como representante do povo e na qualidade de Deputado Constituinte, negou-se a assinar a cassação dos deputados comunistas.

## Morte
Morreu na cidade do Rio de Janeiro em 19 de outubro de 2004 e foi enterrado em sua cidade natal. Com o seu desaparecimento, foi o mais longevo dos deputados constituintes que ajudaram a elaborar a Constituição brasileira de 1946.
Lahyr foi homenageado com uma rua em seu nome na sua cidade natal de Juiz de fora, a Rua Deputado Lahyr Tostes. 